# Castrol Honda Superbike World Champions
Castrol Honda Superbike World Champions es un videojuego de carreras con licencia de motocicleta desarrollado por Interactive Entertainment y publicado por Midas Interactive. El juego presenta la Honda RVF750 RC45 y los pilotos de la temporada del Campeonato Mundial de Superbikes de 1997. El título del juego fue elegido porque John Kocinski ganó el Campeonato Mundial de Superbikes de 1997 con una Castrol Honda.

## Jugabilidad
El jugador controla a un motociclista en carreras en varios circuitos internacionales. Los modos de juego son "Práctica" y "Campeonato". Cada carrera tiene tres partes: "Sesión de Práctica", "Clasificación" y "Carrera". Hay pistas de Gran Premio de circuito cerrado y pistas de carreras callejeras. El grado de "realismo" se puede modificar (de 4 a 24 corredores; de 3 a 10 vueltas o "carrera completa", que son 100 km). La configuración de la bicicleta ofrece ajustes de las ruedas dentadas. Es posible jugar con otros cinco jugadores a través de la red o en pantalla dividida.

## Recepción
| Recepción |              |
| --- | ------------ |
| Puntuaciones de reseñas Evaluador Calificación GameRankings 67% [ 4 ] Puntuaciones de críticas Publicación Calificación Computer Games Strategy Plus [ 5 ] Computer Gaming World [ 6 ] Edge 5/10 [ 7 ] GamePro [ 8 ] IGN 7.5/10 [ 9 ] PC Gamer RU 85% [ 10 ] PC Gamer EEUU 63% [ 11 ] PC Zone 79% [ 12 ] |              |
| Puntuaciones de reseñas |              |
| Evaluador | Calificación |
| GameRankings | 67%          |
| Puntuaciones de críticas |              |
| Publicación | Calificación |
| Computer Games Strategy Plus | [ 5 ]        |
| Computer Gaming World | [ 6 ]        |
| Edge | 5/10         |
| GamePro | [ 8 ]        |
| IGN | 7.5/10       |
| PC Gamer RU | 85%          |
| PC Gamer EEUU | 63%          |
| PC Zone | 79%          |

El juego recibió críticas promedio según el sitio web agregación de reseñas GameRankings. Next Generation dijo que El juego "tenía el potencial de ser una simulación de carreras de primer nivel. En cambio, es simplemente otra carrera que ya fue. Busque en las cajas de ofertas una copia para PC de Matrix TT es más barato y mucho más divertido".
El juego fue revisado por la revista alemana PC Games y recibió una calificación del 74%. El crítico concluyó que, si bien el juego representaba un punto brillante entre los juegos de carreras, esperaba más aspectos de simulación.